# Wdecki Młyn
Wdecki Młyn – osada kociewska w Polsce położona w województwie pomorskim na północnym skraju Borów Tucholskich, w powiecie starogardzkim, w gminie Lubichowo nad Wdą i na trasie szlaku kajakowego rzeki Wdy. Osada wchodzi w skład sołectwa Wda. W pobliżu osady znajdują się dwa jeziora otoczone lasami: na wschodzie Kochanka i dalej na południe Jelonek. Nieopodal leży zniszczony cmentarz ewangelicki z przełomu XIX i XX wieku. W ostatnich latach powstała tu mała elektrownia wodna (o mocy maksymalnej 200kW) na Wdzie.
W latach 1975–1998 miejscowość administracyjnie należała do województwa gdańskiego.

## Historia
W XIV w. był folwarkiem, od drugiej połowy XV w. królewskim, przynależnym do starostwa gniewskiego. Ilustracja z 1664 roku mówi, że starosta gniewski, kanclerz wielki litewski, Albrecht Stanisław Radziwiłł, zbudował tam dwór z kaplicą domową. W 1677 roku administrator starosty gniewskiego Jana Sobieskiego, Kazimierz Radoliński wystawił w 1677 roku dokument uprawniający do pobudowania młyna i jego użytkowania. Według akt wizytacji Rybińskiego z 1730 roku na terenie osiedla znajdowały się młyn wodny, tartak oraz hamernia, sięgająca XVI–XVII w. Pod koniec XIX w. zbudowano we Wdeckim Młynie drewniany dworek z narożnym ryzalitem, wkomponowany w krajobraz tego zakątka Borów. Po wyzwoleniu, w 1951 roku, dworek został przejęty przez zjednoczenie przedsiębiorstw "Las", które postanowiło przekształcić go na ośrodek wczasowo-wypoczynkowy. Do prac adaptacyjnych nakładem 120 tys. złotych przystąpiono w 1963 roku. Ośrodek otrzymał basen pływacki i boisko sportowe. W latach 1965–1964 wybudowano też specjalny dom socjalny. W 1965 roku na remont i dalszą rozbudowę ośrodka wydatkowano około 250 tys. złotych.